# Bosniaci in Italia
I bosniaci in Italia sono una comunità migrante di 67.969 persone.
Le città di maggior presenza sono Roma (2.500), Vicenza (935), Piacenza (723) e Giugliano in Campania (654). Altri gruppi rilevanti sono presenti in Venezia Giulia (Trieste 539, Gorizia 412, Monfalcone 381), Veneto (Thiene 383, Schio 302, Camisano Vicentino 167, Verona 178) e Lombardia, specie in Val Camonica (Darfo Boario Terme 274, Costa Volpino 237, Brescia 177, Pian Camuno 160)

## Storia

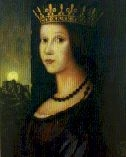
La regina Caterina di Bosnia

Nel medioevo, Roma fece da centro d'attrazione per gli allora cattolici governanti della Bosnia. Fu a Roma che l'ultima regina di Bosnia, Katarina Kosača Kotromanić, cercò rifugio dopo la conquista del suo regno da parte dell'Impero ottomano. 
La maggioranza dei bosniaci in Italia vi arrivò come profughi dalla guerra in Bosnia negli anni '90, spesso dopo un primo periodo nei campi profughi della costa istriana. Nel 1992-1993 soggiornavano in Italia circa 30.000 rifugiati bosniaci, la maggior parte dei quali ha poi trovato asilo altrove nel mondo (Germania, Austria, Svezia, Norvegia, USA, Canada, Australia e altri). Si costruirono allora una serie di relazioni point-to-point nell'ambito della cooperazione decentrata tra città italiane e città bosniache, come la relazione tra Brescia e Zavidovići. Nel 2010 l'ISTAT contava 31.972 bosniaci in tutta Italia e 3.030 a Roma.
Tra i bosniaci in Italia un posto specifico è occupato dai discendenti degli italo-bosniaci, come i trentini di Štivor, rientrati in Italia attraverso programmi specifici quali quelli per i trentini nel mondo. Un altro caso particolare è quello dei rom bosniaci, del gruppo dei Khorakhanè, di cui si suppone una presenza importante in Italia; spesso si tratta di persone apolidi o comunque senza documenti registrati.

## Demografia
Bosniaci in Italia

## Associazioni
- ASSOCIAZIONE "STECAK" - VERONA - http://www.stecak.it/
- "Bosnia Erzegovina oltre i confini", Piacenza
- "Bosna u Srcu", Roma
- Ambasciata della Democrazia Locale (ADL), Brescia-Zavidovići